# Tino Sorge

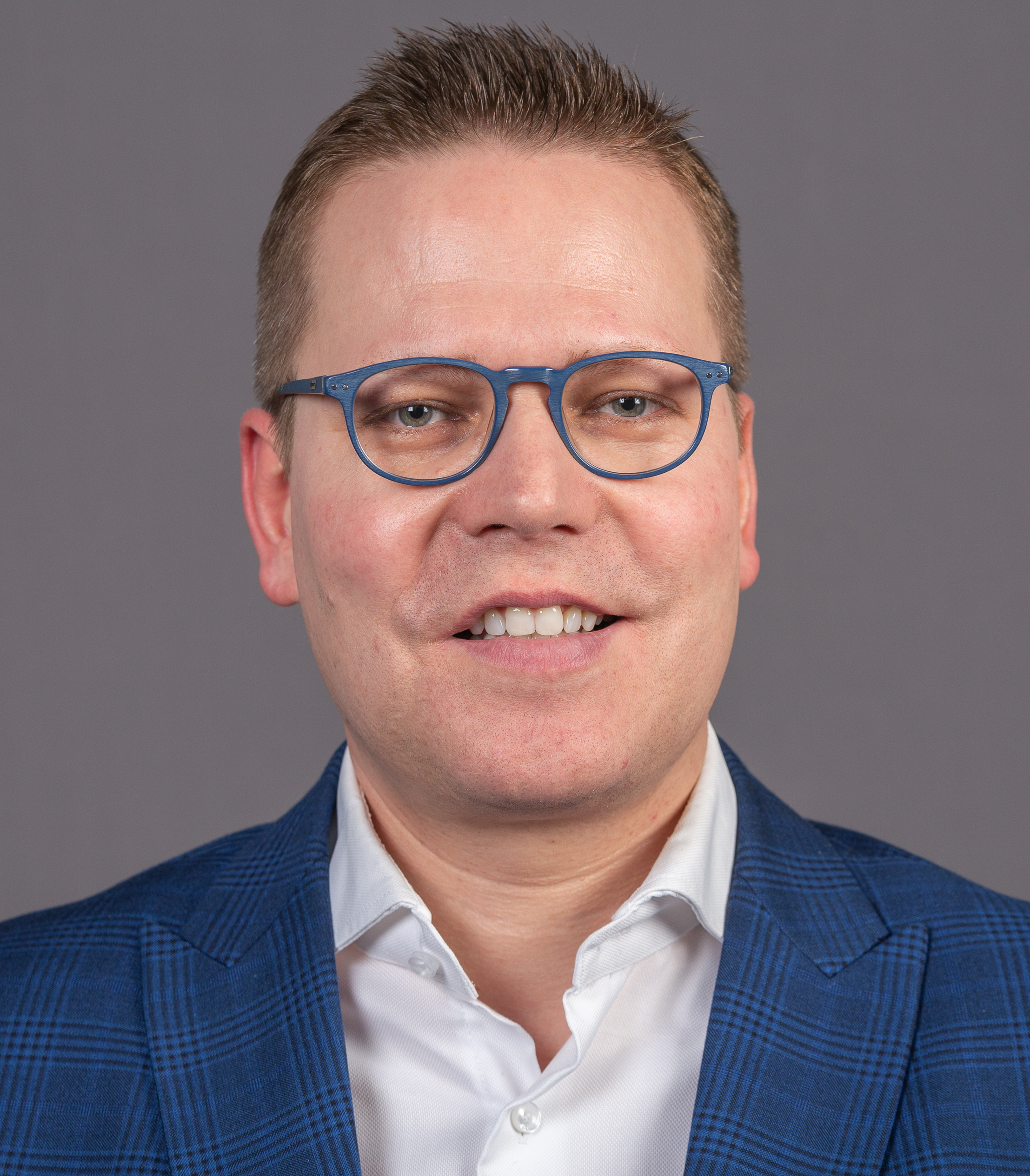
Tino Sorge (2020)

Tino Sorge (* 4. März 1975 in Ilmenau) ist ein deutscher Politiker (CDU). Er ist seit 2013 Mitglied des Deutschen Bundestages und seit 2025 Parlamentarischer Staatssekretär bei der Bundesministerin für Gesundheit.

## Werdegang
Nach dem Abitur im Jahr 1993 leistete Tino Sorge den Grundwehrdienst bei der Bundeswehr. Anschließend studierte er als Stipendiat der Konrad-Adenauer-Stiftung Rechtswissenschaften an den Universitäten Jena, Halle (Saale) und Lyon und legte sein Erstes und Zweites Juristisches Staatsexamen ab.
Danach arbeitete er als Wirtschaftsanwalt und Unternehmensjurist. Außerdem war er unter anderem von 2006 bis 2009 wissenschaftlicher Referent der CDU-Fraktion im Landtag von Sachsen-Anhalt. Von 2010 bis 2013 war er im Leitungsstab des Ministeriums für Wissenschaft und Wirtschaft des Landes Sachsen-Anhalt tätig, unter anderem als persönlicher Referent der Ministerin Birgitta Wolff.
Sorge ist verheiratet und lebt in Magdeburg.

## Politik

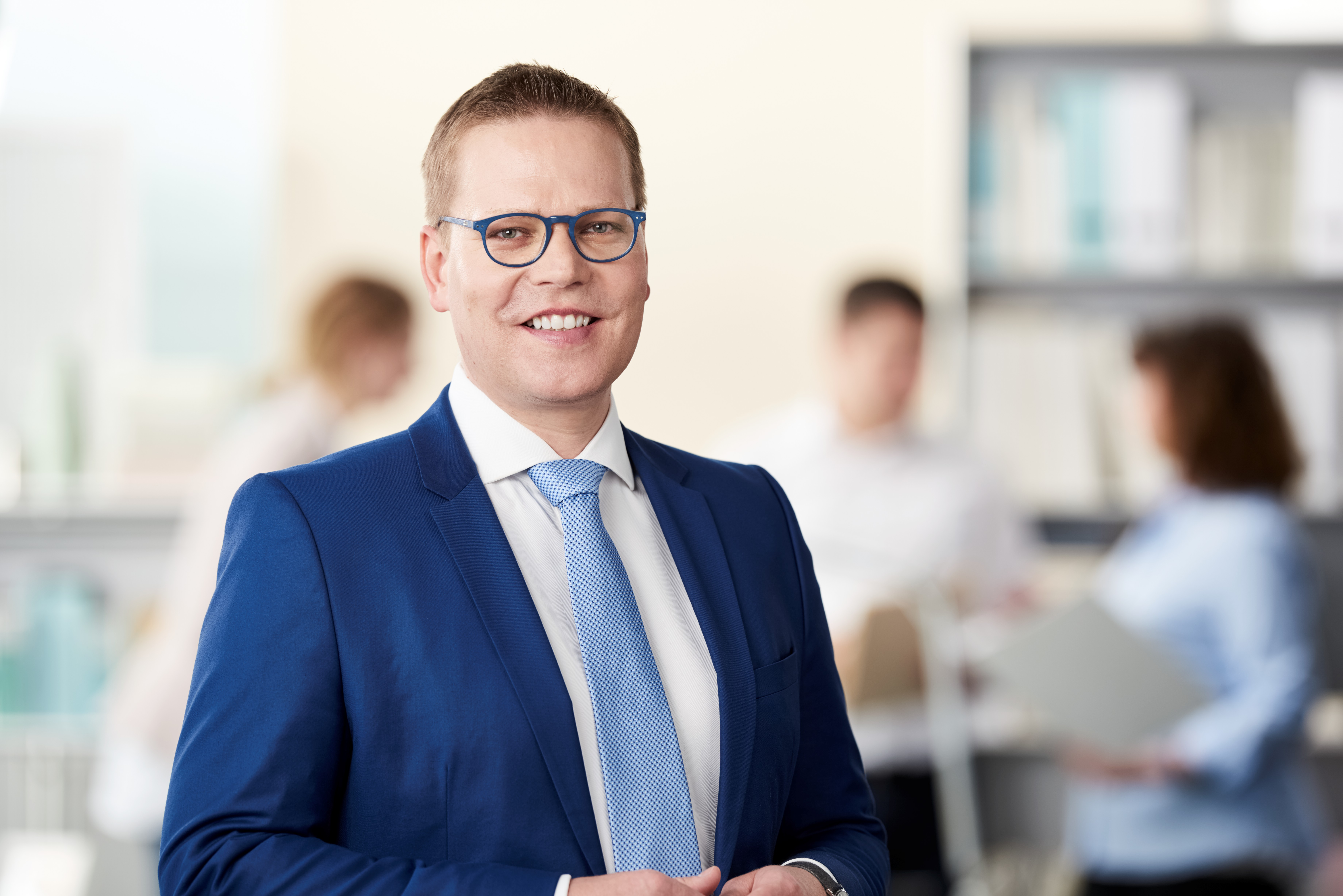
Tino Sorge (2017)

### Partei
Von 1993 bis 2012 war Sorge Mitglied der Jungen Union und trat 1995 zudem in die CDU ein. Zwischen 2001 und 2003 übernahm er den Vorsitz des Landesverbandes Sachsen-Anhalt des Rings Christlich-Demokratischer Studenten. Von 2008 bis 2012 war er Präsident des Bundesschiedsgerichts der Jungen Union. Seit 2004 ist Sorge Mitglied des Vorstands des CDU-Kreisverbands Magdeburg, in dem er seit 2010 als stellvertretender Vorsitzender amtiert. 2019 wurde er zum Vorsitzenden des Kreisverbandes Magdeburg der Mittelstands- und Wirtschaftsunion gewählt.

### Abgeordneter
Bei der Bundestagswahl 2013 trat Sorge zum ersten Mal als Direktkandidat der CDU im Bundestagswahlkreis Magdeburg und parallel auf Platz 8 der Landesliste der CDU Sachsen-Anhalt an. Er gewann das Direktmandat mit 36,3 % der Erststimmen und zog erstmals in den Deutschen Bundestag ein. Im 18. Deutschen Bundestag war er ordentliches Mitglied im Ausschuss für Gesundheit und stellvertretendes Mitglied im Ausschuss für Bildung, Forschung und Technikfolgenabschätzung.
Bei der Bundestagswahl 2017 kandidierte er erneut im Bundestagswahlkreis Magdeburg und auf Platz 3 der Landesliste der CDU Sachsen-Anhalt. Er konnte mit einem Ergebnis von 27,4 % der Erststimmen das Direktmandat verteidigen. Im 19. Deutschen Bundestag war er erneut ordentliches Mitglied im Ausschuss für Gesundheit und stellvertretendes Mitglied im Ausschuss für Bildung, Forschung und Technikfolgenabschätzung sowie zusätzlich stellvertretendes Mitglied in der Enquete-Kommission „Künstliche Intelligenz – Gesellschaftliche Verantwortung und wirtschaftliche, soziale und ökologische Potenziale“.
Bei der Bundestagswahl 2021 kandidierte er zum dritten Mal im Bundestagswahlkreis Magdeburg und auf Platz 3 der Landesliste der CDU Sachsen-Anhalt. Er konnte das Direktmandat bei einem Ergebnis von 22,0 % der Erststimmen nicht verteidigen, zog jedoch über die Landesliste zum dritten Mal in den Deutschen Bundestag ein. Im 20. Deutschen Bundestag ist Sorge erneut ordentliches Mitglied im Ausschuss für Gesundheit sowie stellvertretendes Mitglied im Ausschuss für Bildung, Forschung und Technikfolgenabschätzung. Außerdem ist er Vorsitzender der Arbeitsgruppe Gesundheit und gesundheitspolitischer Sprecher der CDU/CSU-Fraktion.
Seit 2017 ist er Mitglied im Vorstand der CDU/CSU-Bundestagsfraktion. Er ist Mitglied im Vorstand des Parlamentskreises Mittelstand (PKM) – dem Wirtschaftsflügel der CDU/CSU-Bundestagsfraktion –, in der Kommission „Aufbau Ost“ und in der Arbeitsgruppe Elbe.
Für die Bundestagswahl 2025 bewarb sich Sorge als Direktkandidat für den Wahlkreis Magdeburg und kandidierte auf Platz 4 der CDU-Landesliste Sachsen-Anhalt. Er verfehlte mit 23,5 Prozent der Erststimmen die Mehrheit im Wahlkreis und zog über die Landesliste in den 21. Bundestag ein.
Im Zuge der Bildung des Kabinetts Merz wurde er am 6. Mai 2025 zum Parlamentarischen Staatssekretär bei der Bundesministerin für Gesundheit, Nina Warken (CDU), ernannt.

### Kontroversen
Im Januar 2022 wurde nach Recherchen der Deutschen Presse-Agentur bekannt, dass Sorge im September 2020 an drei Sitzungstagen und im Oktober 2020 an einem Sitzungstag im Bundestag entschuldigt fehlte. In dieser Zeit fand unter anderem auch eine Bundestagsdebatte zum Krankenhauszukunftsgesetz statt. Sorge nahm in dieser Zeit an einem Intensivkurs der Jagd- und Naturschule in Schönebeck zur Erlangung des Jagdscheins bzw. am 9. Oktober 2020 an der Jagdscheinprüfung teil. Laut eigener Aussage kam diese zeitliche Überschneidung kurzfristig und aufgrund einer Verschiebung seitens des Veranstalters zustande. Das Fehlen von Sorge sorgte parteiintern für Kritik. Die Kostenpauschale Sorges wurde, wie bei entschuldigtem Fernbleiben vorgesehen, um 100 Euro pro fehlendem Plenarsitzungstag gekürzt.

### Politische Positionen und Schwerpunkte
In der 18. Legislaturperiode des Bundestages war Sorge Berichterstatter der CDU/CSU-Fraktion für die Themenbereiche Digitalisierung und Gesundheitsforschung. In der 19. Legislaturperiode war er Berichterstatter für die Themenbereiche Digitalisierung und Gesundheitswirtschaft. Dabei befasst er sich unter anderem mit der Entwicklung und Etablierung der Telematik-Infrastruktur und der elektronischen Patientenakte.
Sorge trat dafür ein, dass von der Corona-Warn-App positive Testergebnisse ohne eine Freigabe automatisch weitergegeben werden.
In der Debatte um eine Corona-Impfpflicht in Deutschland sprach sich Sorge für die Unionsfraktion gegen eine allgemeine Impfpflicht aus. Er präferiert ein differenziertes Stufenmodell als sogenannte Impfvorsorge, die bei Bedarf gegen eine vorherrschende, gefährliche Variante und die Gefahr der Überlastung des Gesundheitssystems eintreten könne.
Ende Juni 2017 stimmte er als einer von 75 Unionsabgeordneten für die gleichgeschlechtliche Ehe. Es handelte sich dabei um 68 CDU-Abgeordnete (26,9 % aller CDU-Abgeordneten) und 7 CSU-Abgeordnete (12,5 % aller CSU-Abgeordneten).
Die Legalisierung von Cannabis lehnt Sorge ab. Nachdem der Bundestag dem Gesetzentwurf im Februar 2024 zugestimmt hatte, stellte er klar, dass er diesen für kontraproduktiv halte: „Nicht im Geringsten wird das dazu beitragen, den Schwarzmarkt auszutrocknen oder den Konsum unter Jugendlichen zu reduzieren – im Gegenteil.“

## Gesellschaftliches Engagement
Seit Juni 2016 ist er Vorsitzender des Sozialverbandes VdK Sachsen-Anhalt e. V.